# Univerzita
Univerzita (z lat. universitas = všeobecnost, společenství, kolegium) je tradiční označení samosprávné vysoké školy, která poskytovala terciární vzdělávání v rozmanitých oborech. V Česku je název univerzita vyhrazen vysokým školám univerzitního typu, které se věnují jak vzdělávací, tak také vědecké, badatelské nebo jiné tvůrčí činnosti, uskutečňují všechny typy studijních programů – tedy i programy doktorské – a rovněž udělují nejvyšší tituly.

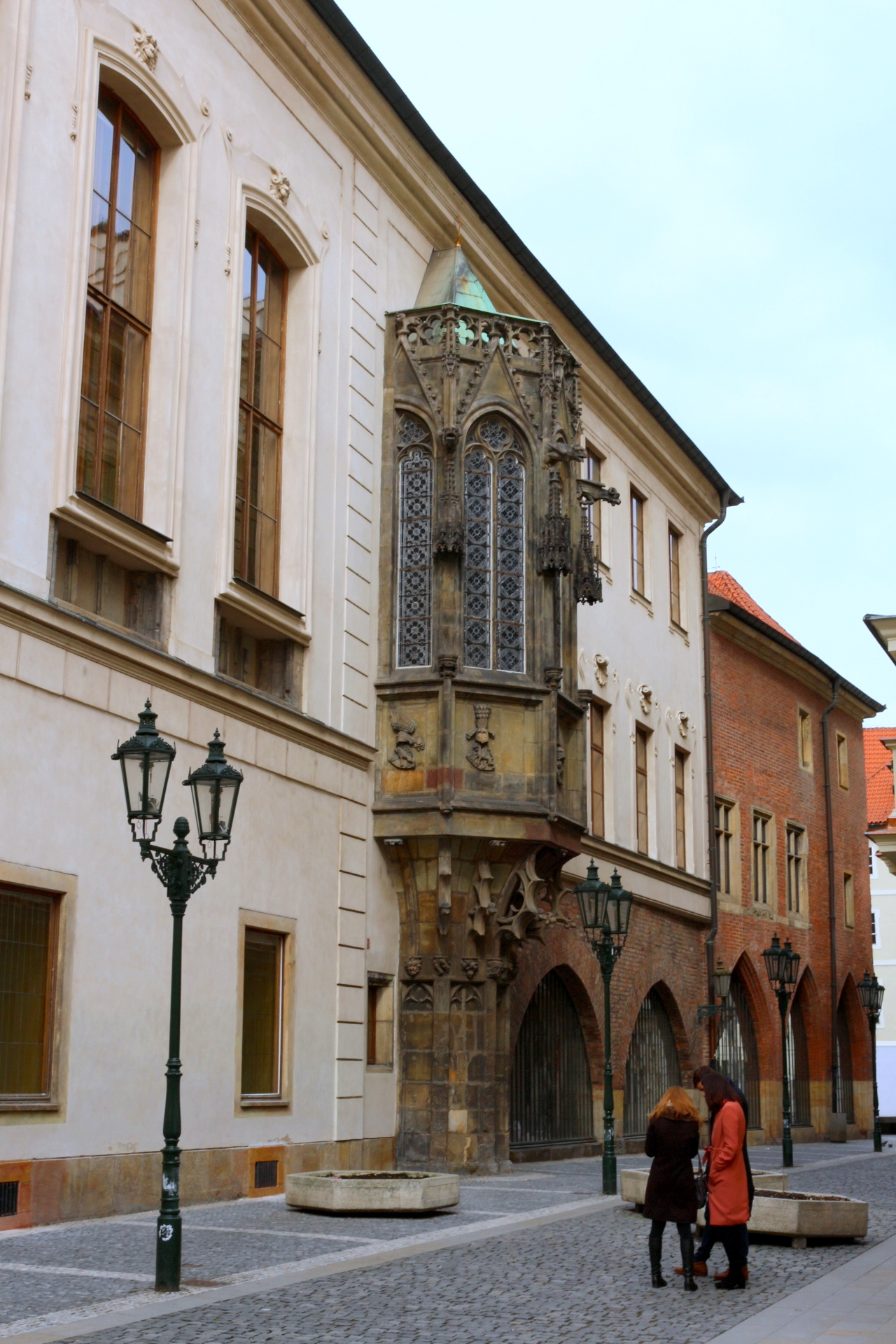
Historická budova Karolina v Praze

## Pojmenování
Latinský výraz universitas, „všeobecnost, veškerenstvo, celek“, je odvozeno od přídavného jména universus „všechen“, „celý“, se kterým je spojené slovo universum, „všehomír“ čili vesmír. Toto slovo vzniklo spojením unus, „jeden“ a supinového kmene slovesa verto, „obracet“, „otáčet“, „působit“. Etymologický původ bývá vykládán jako spojení in unum vertere - obrátit v jedno, sjednotit, integrovat apod.
Latinský název universitas vznikl zkrácením názvu universitas magistrorum et scholarium (společenství učitelů a studentů), který označoval samosprávné sdružení (korporaci) učitelů a žáků opatřenou jistými právy; až postupně se i školy jako takové (jinak nazývané studium generale, studium) začaly nazývat universitas.

## Historie
I když první skutečné univerzity vznikly až ve středověku, kořeny univerzit jsou v antických školách typu akademie, lycea nebo rétorických škol. Předchůdci středověkých univerzit byly potom biskupské a klášterní školy pro vzdělávání křesťanského i islámského duchovenstva (madrasa), které vznikaly od 8. století.

### Nejstarší univerzity

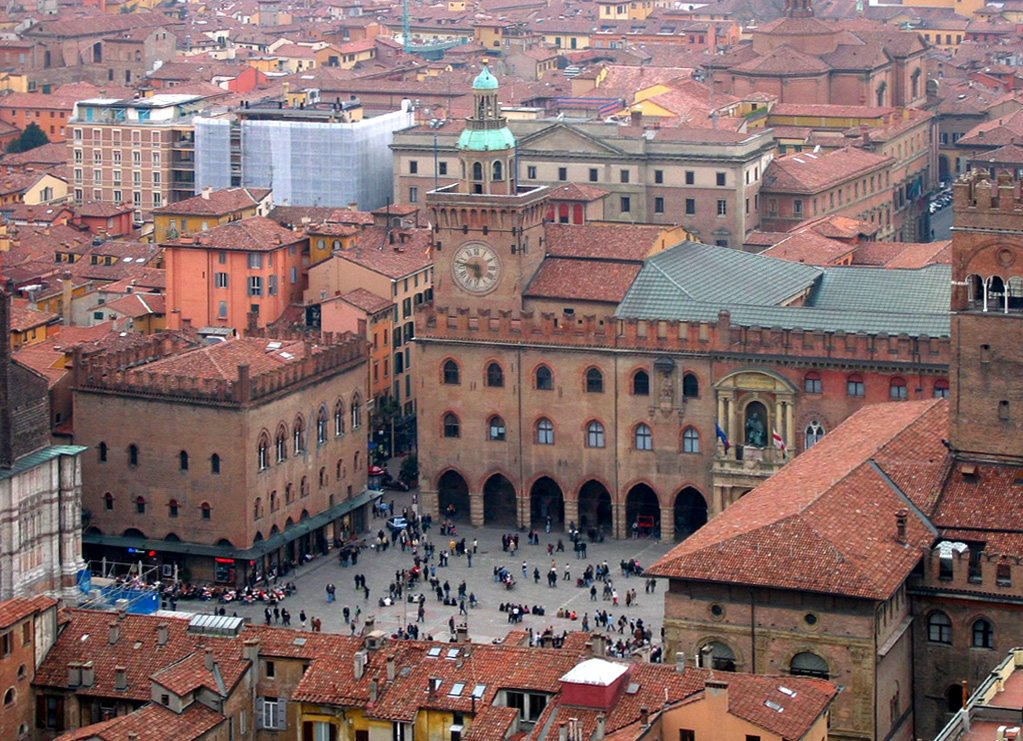
Historické budovy univerzity v Boloni

Na tom, co lze označit za nejstarší univerzitu v oblasti bývalého antického světa, nepanuje shoda. Někdy se za nejstarší středověkou univerzitu pouvažuje konstantinopolská univerzita v hlavním městě Byzantské říše, založená již roku 425, případně její instalaci v paláci Magnaura (Magna aula) v roce cca 862 Bardasem, spoluvladařem nezletilého panovníka Michaela III. (840-867). Další „nejstarší“ je univerzita Al-Karaouine založená roku 859 v marockém městě Fez, považovaná také za nejstarší dosud fungující univerzitu, i když je někdy považována ve starším období jen za madrasu. Další byla univerzita al-Azhar v Káhiře r. 988, se širokým „univerzitním“ záběrem studia islámu, logiky, matematiky, řečnictví a mnoha moderních oborů.

### Vznik evropských univerzit
Začátky univerzit západokřesťanského typu sahají do 11. až 14. století středověké Evropy, zejména v severní Itálii, ve Francii a v Anglii. 

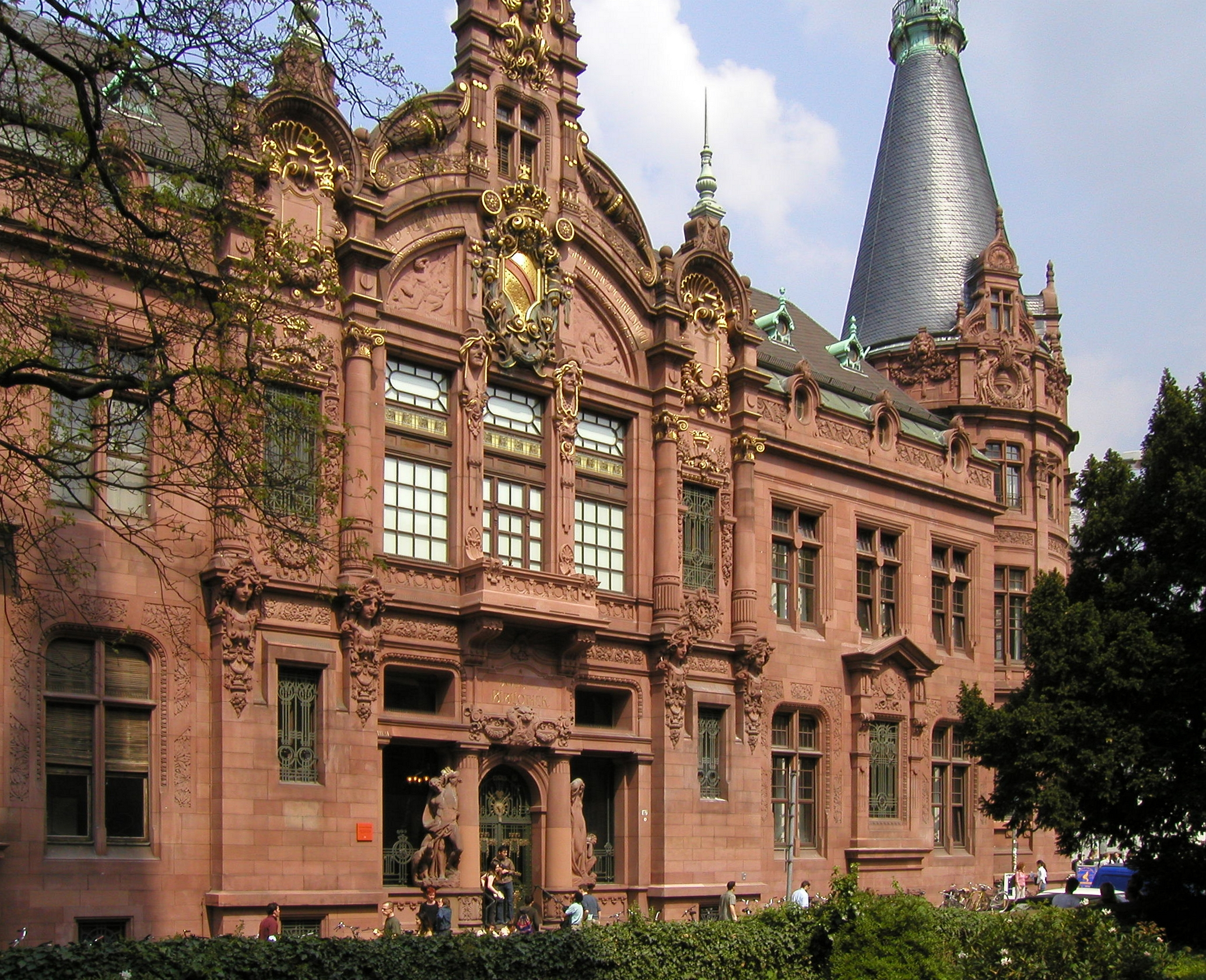
Univerzita v Heidelbergu (1386) je nejstarší německou univerzitou

Nejstarší evropské univerzity vznikly v Itálii zčásti ze škol zachovaných z dob římské říše, zčásti byly nově zakládány jako samostatná sdružení, která pak přecházela pod patronaci měst nebo panovníků, jinde vznikaly především spojováním škol katedrálních a klášterních. Za úplně první se pokládá italská univerzita v Bologni (1088), zaměřená na studium práv, pro většinu evropského kontinentu byla ale vzorem a zároveň myšlenkovým centrem univerzita v Paříži (1150), nezávislá i na místním arcibiskupovi a podřízená pouze papeži. Vynikala zejména ve studiích filosofických a teologických a tam vzniklo také tradiční rozdělení na čtyři fakulty. Na britských ostrovech jsou nejstaršími univerzity v Oxfordu (1167) a Cambridgi (1209), na Iberském poloostrově univerzita v Salamance (1218), ve středoevropském prostoru v Praze (1348), Krakově (1364) a Vídni (1365) a Heidelberg (1386), na severu Evropy univerzita v Uppsale (1477).
V roce 1224 založil císař Fridrich II. Štaufský první univerzitu přímo podřízenou panovníkovi, což se pak od 15. a 16. století stalo pozvolna pravidlem. Už ze 13. století pochází patrně první psané pojednání o univerzitním životě, praktická příručka De disciplina scholarium, mylně připisovaná Boethiovi.

### 14. a 15. století

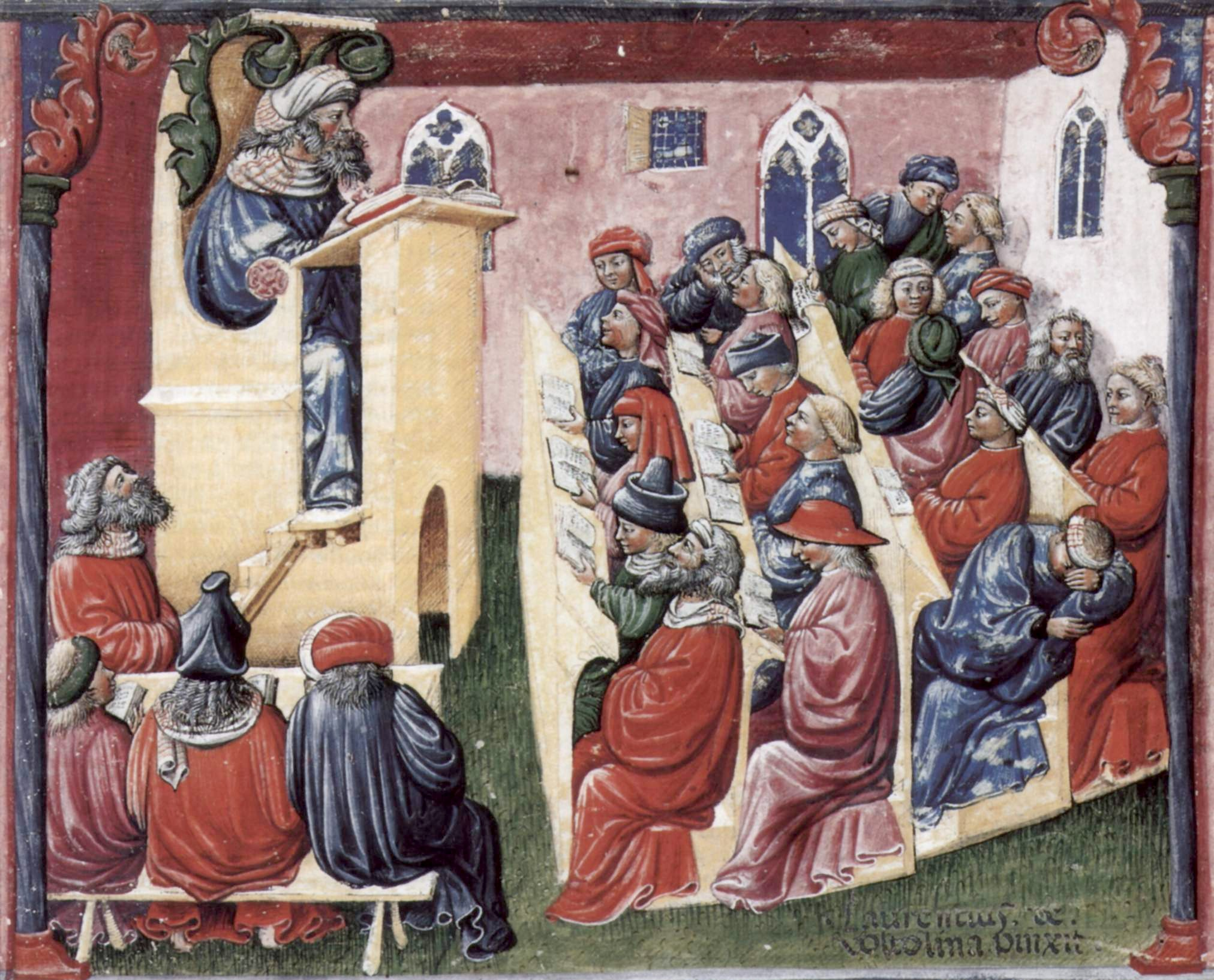
Přednáška na Boloňské univerzitě ve druhé polovině 14. století

Univerzita byla společenstvím učitelů a žáků (lat. universitas magistrorum et scholarium), kteří společně žili a studovali v univerzitních kolejích nebo tzv. bursách (odtud německé Bursche, buršák). Až od 14. století jsou zřizovány zvláštní budovy jen pro výuku, ačkoli zpočátku bez vybavení (studenti psali na kolenou nebo si přinášeli vlastní stoličky). Díky výsadám, kterými obdařil univerzity panovník nebo církev, zaujímaly ve středověké společnosti zvláštní postavení. Byly samostatnými korporacemi, měly vlastní samosprávu, v jejich čele stál volený rektor, který měl právo soudit žáky i učitele. Organizace i podoba univerzitních budov se podobala klášterům a mistři byli bez výjimky kněží, studenti však na rozdíl od řeholníků stále přicházeli a odcházeli. Středověké univerzity se pokládaly za zařízení církve a podléhaly její kontrole, biskup nebo arcibiskup býval kancléřem univerzity a udílel právo samostatně přednášet.
Univerzity se dělily na národy, což mělo ale význam jen teritoriálního dělení studentů, protože národnostní či společenský původ tu nehrál roli, a na fakulty, v jejichž čele stál děkan. Národy bývaly většinou čtyři, např. v Paříži národ gallský, picardský, normandský a anglický, v Praze národ český, bavorský, saský a polský, ve Vídni národ rakouský, rýnský, uherský a saský. Fakulty byly po vzoru pařížské univerzity také zřizovány čtyři. Nižší byla fakulta svobodných umění, také artistická fakulta, předchůdkyně pozdější fakulty filozofické, která měla za úkol podat všeobecné vzdělání a být tak přípravou pro studium na vyšších, odborných fakultách: nejvýznamnější teologické, právnické a lékařské. Nejvíce studentů a učitelů bývalo na fakultě artistické - na největších univerzitách zde stále přednášelo 20 až 30 mistrů, zatímco na vyšších fakultách 1 až 6.
Každý student vstupoval na univerzitu na fakultě artistické a po jejím dokončení (závěrečné zkoušce) mu byl udělen titul bakaláře (možná z latinského baccalaureatus, ověnčený vavřínem s bobulemi, ale zřejmě se jedná o žertovnou lidovou etymologii). Pokud ve studiu na artistické fakultě pokračoval dále a po několika letech složil mistrovskou zkoušku včetně disputace, dostal od kancléře licentiam docendi, tedy právo samostatně přednášet. Nejvyšší stupeň, který mohl student artistické fakulty získat, byl titul magistra (= mistr) svobodných umění (magister artium liberalium), promoce však znamenala značné náklady na dary a hostinu a navíc přinášela také povinnost alespoň dva další roky na univerzitě přednášet, takže větší množství studentů se spokojilo s licenciátstvím. Mistři a často už i bakaláři se pak mohli nechat zapsat na některé z vyšších odborných fakult a po studiu zde získat titul doktora (doctor).
Studenti žili společně v jednotlivých domech (kolejích), často společně s učiteli. Vyučování probíhalo v latině, a to ve formě přednášek, kde se vykládaly předepsané texty (na teologické fakultě zejména Sentence pařížského biskupa Petra Lombardského a Bible, na právnické fakultě různé církevní kánony a později i Codex Justinianus, na lékařské Hippokratés a Galénus, na fakultě artistické především scholastické spisy a později Aristotelés). K výkladu starých textů se používaly i psané komentáře významných mistrů, mezi něž se už ve 13. století počítali i učenci arabští (Avicenna, Averroes) a židovští (Maimonides). Vedle toho se konaly společné diskuse, na které se scházeli studenti z různých kolejí, a kde mistři předkládali k diskusi své názory na různé odborné otázky čili kvestie. Ty se často zapisovaly a mnoho se jich zachovalo.

### 16. a 17. století

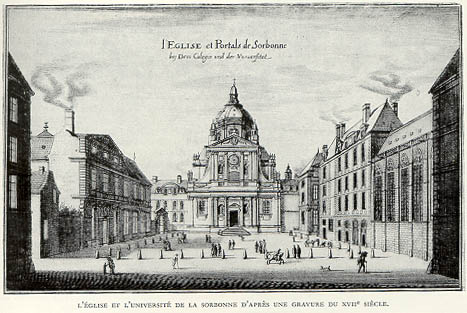
Pařížská Sorbonna v 17. století

Středověké univerzity byly výrazem univerzálního křesťanského společenství, čemuž odpovídala také vysoká mobilita profesorů i studentů. Od reformace se rozlišují univerzity katolické a protestantské, výuka na nich však byla velmi podobná. Univerzity byly obvykle podřízeny panovníkovi. Odlišné postavení měly jezuitské univerzity, které se vyznačovaly výrazně mezinárodní atmosférou. Jejich učitelé běžně přicházeli z různých zemí, což bylo jednou z příčin jejich vysoké úrovně.
V této době začalo rozlišování vyučujících profesorů na řádné, tvořící akademický senát, a mimořádné, kteří obvykle zajišťovali výuku vysoce specializovaných oborů.
Od 16. století se pod vlivem humanismu pomalu mění význam označení univerzita. Místo významu „společenství“ začíná převládat význam „souhrnu vědění“, pokrytí celého pole vzdělanosti a vědomostí. S posunem zájmu k poznávání minulosti a přírody se už od 15. století prosazuje jednak četba řeckých autorů v originále, jednak empirické zkoumání astronomických a přírodních jevů. V duchu Baconova hesla, že vědění je moc, se o univerzity také více zajímají panovníci a očekávají od nich i praktický užitek. V roce 1678, získává akademický titul první žena v historii - Elena Lucrezia Cornaro Piscopia je v tomto roce promována doktorem filozofie na univerzitě v Padově.

### 18. a 19. století

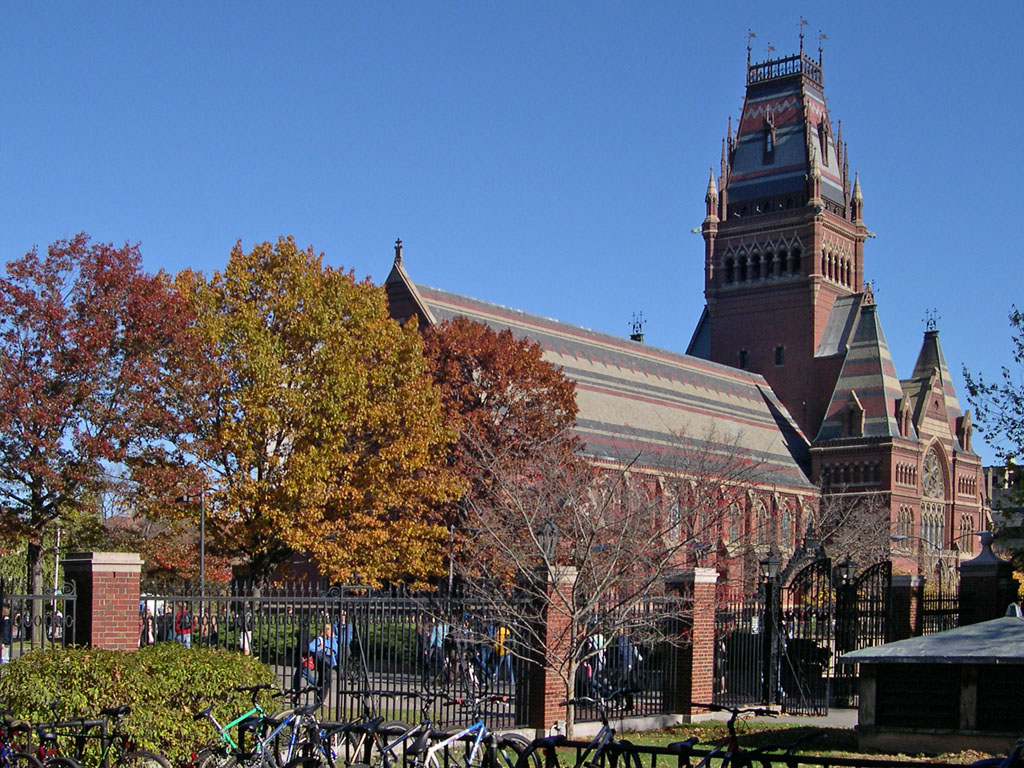
Harvardova univerzita, Annenberg Hall

Od počátku novověku vzrůstá význam vzdělanosti - ve středověku téměř vyhrazené kněžím - i ve světské oblasti. Panovníci potřebují vzdělané úředníky, soudce a postupem času i učitele, roste význam práva i lékařství a někteří panovníci si uvědomují i význam věd. V Rakousku a v Německu si absolutističtí panovníci pod vlivem osvícenství v 18. století univerzity zcela podřídili a proměnili je na státní učiliště pro vzdělávání budoucích zaměstnanců státu - učitelů, úředníků, soudců, důstojníků, lékařů i kazatelů. Latinu nahradila němčina, univerzitní samospráva byla silně omezena a obsah univerzitního vzdělávání se měl plně podřídit praktickým potřebám státu. Tím ovšem silně utrpěl kulturní význam univerzit i jejich badatelská činnost.
Na úpadek univerzit odpověděl roku 1809 významný vědec a osvícený pruský ministr školství Wilhelm von Humboldt důkladnou reformou, která se stala vzorem pro podobné reformy v mnoha dalších zemích včetně Rakouska (1849). V rámci celkových reforem, které zrušily nevolnictví, zavedly povinnou školní docházku, jednotné školní kurikulum a státní maturitu, Humboldt obnovil samostatnost univerzit a dal jim nebývalou svobodu učení a bádání. Všeobecně vzdělávací funkce včetně klasických jazyků byla svěřena gymnáziím a z artistických fakult se staly odborné filosofické fakulty, postavené na roveň ostatním. Maturita nahradila bakalariát, vysokoškolské studium se prodloužilo, omezily se zkoušky a zčásti nahradily obhajobami vlastních vědeckých prací studentů. V období prudkého rozvoje jednotlivých věd, historických, jazykových i přírodních, se právě filosofické fakulty staly jejich středisky a teprve na přelomu 20. století se z nich začaly oddělovat další, zejména přírodovědecké fakulty. Součástí výuky se staly semináře a laboratorní cvičení a fakulty se dále dělily na odborné katedry a ústavy.
Zároveň ovšem vzrůstal i praktický význam univerzitního vzdělání a počty studentů začaly prudce růst. Na přelomu 19. a 20. století bylo v předlitavské části Rakousko-Uherska celkem pět německých univerzit (Vídeň, Praha, Štýrský Hradec, Innsbruck a Černovice), dvě polské (Krakov a Lvov) a jedna česká (Praha), byly však významné snahy o zřízení druhé české univerzity na Moravě, stejně jako slovinské národní univerzity. Univerzity zůstaly státní, samospráva jim však zůstala a ačkoli profesoři byli státními zaměstnanci, měli úplnou akademickou svobodu bádání a vyučování.
Studium, které tehdy vedlo k získání prakticky jediného akademického titulu, doktorátu (např. PhDr., JUDr., MUDr. nebo ThDr.), trvalo na filozofických fakultách zpočátku 3, později 4 roky, na právnických také 4 roky a nejdéle na lékařských, 5 let.

### 20. století

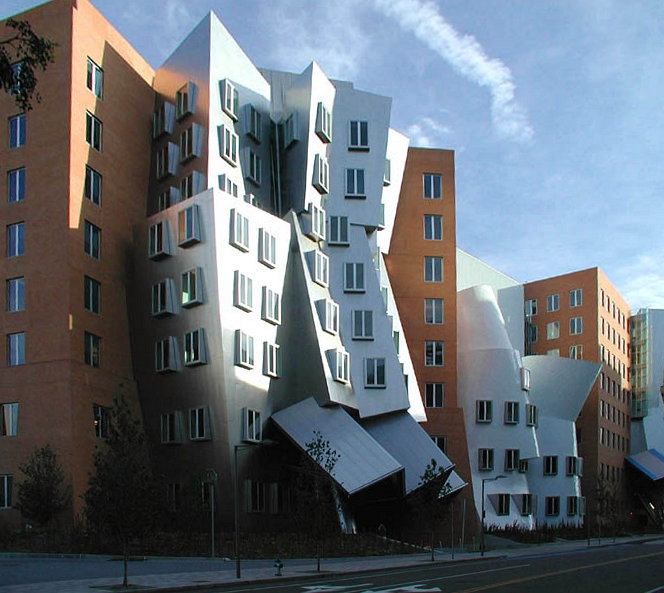
Massachusettský technologický institut byl založen v roce 1861

Ve 20. století došlo díky mohutnému rozvoji věd a rostoucí potřebě vysokoškolsky vzdělaných profesí ke zřizování nových fakult. Už tedy neexistovala jen fakulta bohoslovecká (teologická), právnická, lékařská a filozofická, např. v Československu se v roce 1920 od filozofických fakult oddělily fakulty přírodovědecké. Tento specializační vývoj i nárůst počtu studentů pak pokračoval po roce 1945, kdy z učitelských ústavů vznikly fakulty pedagogické a vznikaly i další.
V socialistických státech byly univerzity zásadním způsobem změněny. Samospráva byla zrušena, z původní veřejnoprávní korporace se stalo státní učiliště a výběr studentů podléhal politické kontrole, stejně jako obsah výuky. Bádání a výzkum byl z univerzit odstraněn a převeden na akademie věd, zahraniční styky přísně omezeny, učitelský sbor byl složitě rozdělen na profesory, docenty (ti předtím nebyli zaměstnanci vysoké školy), odborné asistenty, případně též asistenty a aspiranty. Po pádu komunismu v Evropě byla samospráva i svoboda učení a bádání obnovena, na univerzity se začaly vracet vědecké a tvůrčí činnosti, vznikla řada nových univerzit veřejných i soukromých a uvolnily se zahraniční styky, včetně mezinárodní mobility studentů, nicméně s nesmírným růstem počtu studentů se univerzity jen obtížně vyrovnávají.

### 21. století
V 21. století, s rostoucím počtem uživatelů internetu, roste také význam Otevřených vzdělávacích zdrojů a mezi nimi zaujímají důležité místo digitální kurzy, které jsou k dispozici zdarma či za nízký poplatek (tzv. MOOC - massive open online course). To představuje pro univerzity značnou výzvu, vzhledem k tomu, že internet supluje roli univerzity v poskytování universitas (všeobecných znalostí). Podle M. Sieglera je nejlepší vzdělávací materiál v současné době k dispozici na síti. Některé univerzity na tuto změnu reagují a umožňují distanční vzdělávání, či podporují využívání vzdělávacích zdrojů, popř. přesouvají většinu výuky do digitálního prostoru (například Open University). Dobré propojení online a offline metod ve vzdělávání hraje významnou roli v adaptaci na současnou transformaci. Jiní odborníci, například M. Spitzer, naopak upozorňují na rizika a slabiny internetového učení.

## České vysoké školy

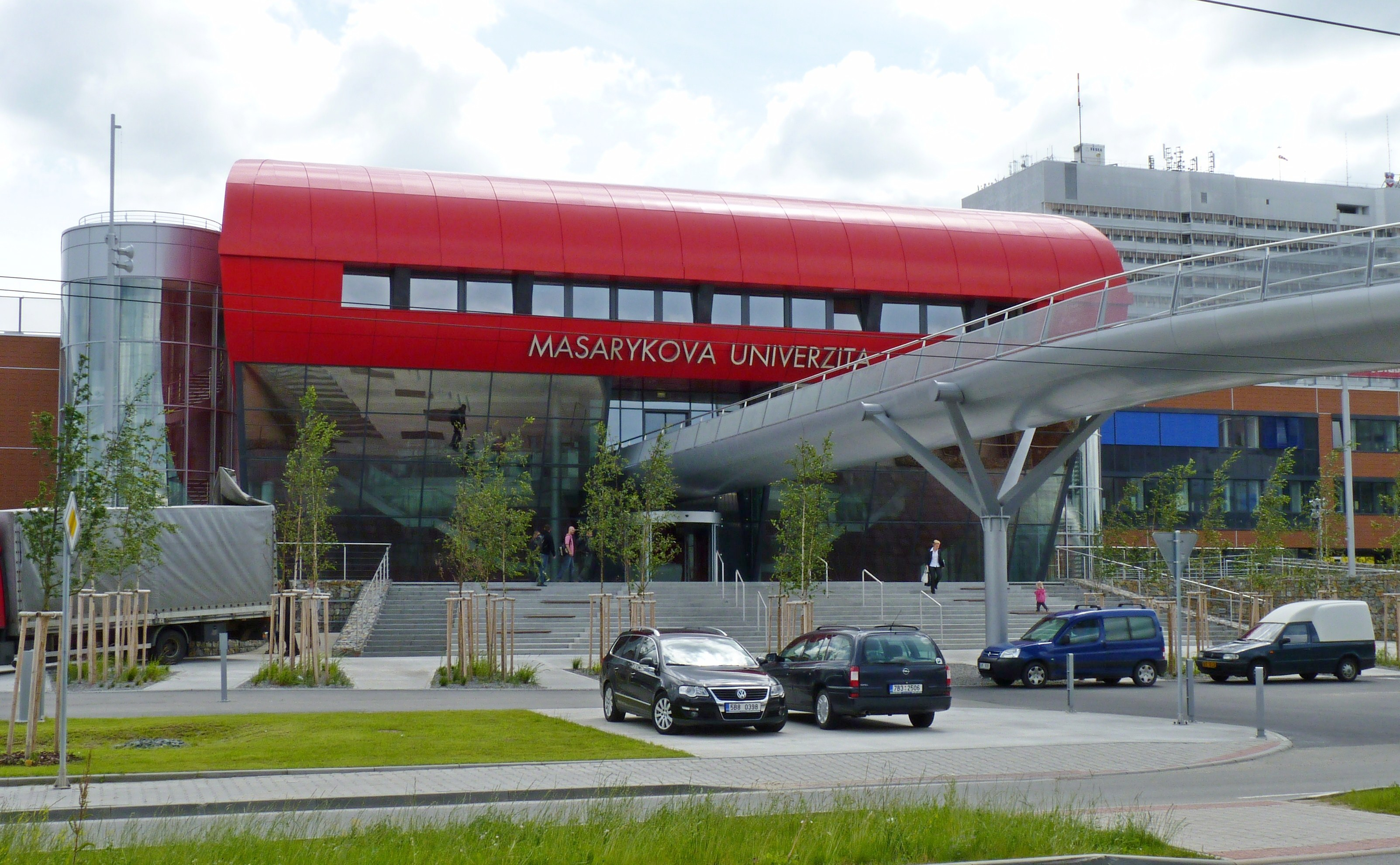
Kampus Masarykovy univerzity v Brně-Bohunicích

Zákon č. 111/1998 Sb., o vysokých školách, rozlišuje vysoké školy univerzitního a neuniverzitního typu a název univerzita vyhrazuje pouze těm prvním. Univerzity se liší tím, že mohou poskytovat bakalářské, magisterské a doktorské vzdělání a mají kromě toho i badatelské či tvůrčí poslání, kdežto těžištěm činnosti neuniverzitních vysokých škol jsou bakalářské programy a vlastní tvůrčí činnost se nevyžaduje. V současné době je v České republice 25 veřejných univerzit a dvě státní vysoké školy, zřízené zákonem, a větší počet soukromých vysokých škol zčásti rovněž univerzitního typu. Nejstarší jsou Univerzita Karlova v Praze (založena 1348) a Univerzita Palackého v Olomouci (založena 1573, zrušena 1860 a obnovena 1946), z hlediska počtu studentů jsou největšími Univerzita Karlova (50 tis.), Masarykova univerzita (35 tis.) a Univerzita Palackého v Olomouci (23. tis.).
V čele univerzity stojí podle zákona rektor, volený akademickým senátem, a jeden nebo více prorektorů, jeho poradním orgánem je vědecká rada a správní a hospodářské záležitosti vyřizuje rektorát v čele s kvestorem. Na hospodaření univerzity dohlíží správní rada. Univerzity se dělí na fakulty a další součásti. V čele fakulty stojí děkan, volený senátem fakulty, a několik proděkanů. Fakulta má svoji vědeckou radu a další orgány.
Studium je organizováno ve studijních programech (standardní doba studia je v bakalářském programu 3–4 roky, v magisterském 1–3 roky a v doktorském 3–4 roky), které na sebe navazují a podléhají pravidelné akreditaci. Připouštějí se i „dlouhé“ magisterské programy (4–6 let, zejména lékařství, práva či umění). Přijímání ke studiu se děje přijímacím řízením a je podmíněno maturitou. Studium probíhá v semestrech, ročnících nebo blocích, skládá se z povinných, volitelných a povinně volitelných předmětů nebo kurzů podle studijního plánu a zakončuje státní zkouškou a obvykle i obhajobou diplomové práce.